# التبادل الكولومبي

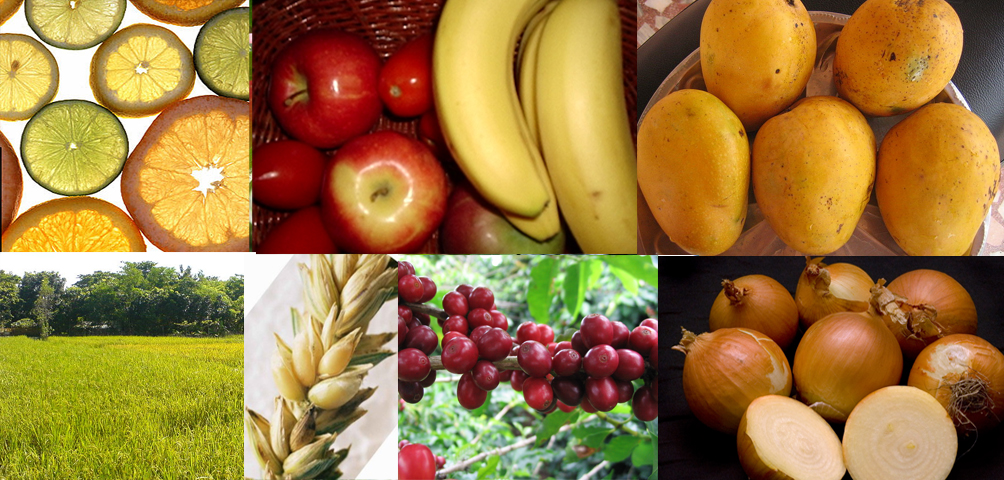
نباتات العالم القديم

التبادل الكولمبي (دُعي بهذا الاسم بعد رحلة كريستوفر كولمبوس) وهو التبادل على نطاق واسع للنباتات والحيوانات والثقافة والأشخاص والتكنولوجيا والأمراض والأفكار بين الأمريكيتين وغرب أفريقيا والعالم القديم في القرنين الخامس عشر والسادس عشر الميلادي.

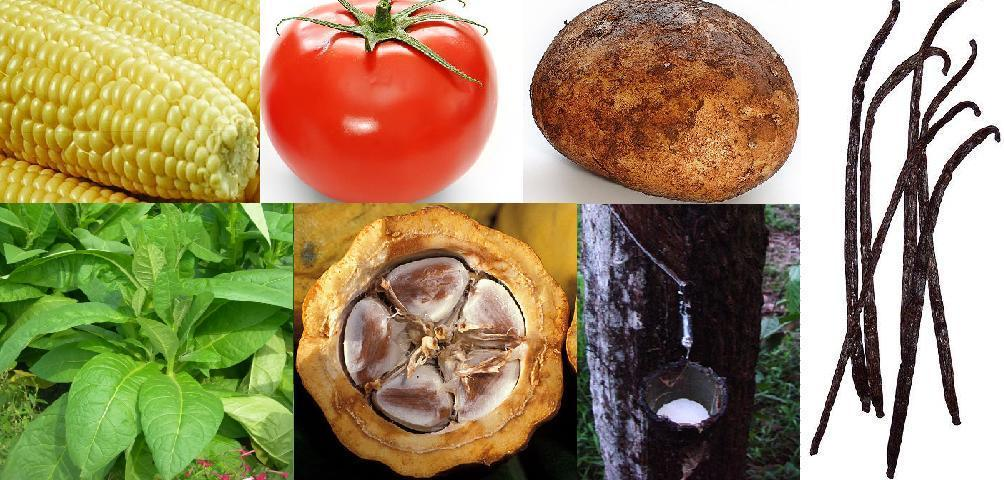
نباتات العالم الجديد

يرتبط هذا التبادل أيضًا بالاستعمار الأوروبي للأمريكتين والتجارة بعد رحلة كريستوفر كولمبوس في عام 1492. نتج عن هذا التبادل بشكل ثانوي انتشار الأنواع الغازية (المجتاحة) بما في ذلك الأمراض المعدية.
أدّت التغييرات في الزراعة إلى تغيير ملحوظ في عدد سكان العالم، وكان أهم أثر مباشر للتبادل الكولمبي هو التبادلات الثقافية ونقل الناس (الأحرار والعبيد) بين القارّات.
نتج عن الاتصال الجديد بين سكان العالم تنوع واسع في المحاصيل والماشية، ما دعم الزيادة السكانية في نصفي الكرة الأرضية، رغم حدوث الأمراض التي تسببت في البداية بانخفاض حاد في أعداد الشعوب الأصلية في الأمريكيتين.
عاد التجار إلى أوروبا مع الذرة والبطاطا والطماطم، التي أصبحت محاصيل مهمة جدًا في أوروبا بحلول القرن الثامن عشر.
استُخدم المصطلح «التبادل الكولمبي» لأول مرة في عام 1972 من قِبل المؤرخ الأمريكي ألفرد كروسبي في كتابه التاريخي البيئي بعنوان التبادل الكولمبي، وسرعان ما اعتمده مؤرخون آخرون وصحفيون، ثم أصبح معروفًا على نطاق واسع.

## أصل المصطلح
في عام 1972 نشر ألفرد كروسبي، وهو مؤرخ أمريكي في جامعة تكساس في أوستن كتاب التبادل الكولمبي. ونشر مجلدات لاحقة في العقد نفسه. وجه تركيزه الأساسي على رسم خرائط لعمليات النقل البيولوجية والثقافية التي حدثت بين العالمين القديم والجديد.
درس كروسبي أيضًا آثار رحلات كولومبوس بين العالمَين، وعلى وجه التحديد الانتشار العالمي للمحاصيل الزراعية والبذور والنباتات من العالم الجديد إلى العالم القديم. كان لبحثه أثر راسخ في الطريقة التي فهم فيها العلماء تنوُّع النظم البيئية المعاصرة التي نشأت بسبب عمليات النقل هذه.
أصبح المصطلح شائعًا بين المؤرخين والصحفيين، وعززه استخدام كروسبي له في ثلاث طبعات من كتابه اللاحق، الإمبريالية البيئية: التوسع البيولوجي لأوروبا بين عامي 900-1900، الذي توسع فيه الكاتب تشارلز مان في كتابه 1493، وطوَر بحث كروسبي الأصلي.

## التأثير الناجم عن عملية التبادل

### المحاصيل

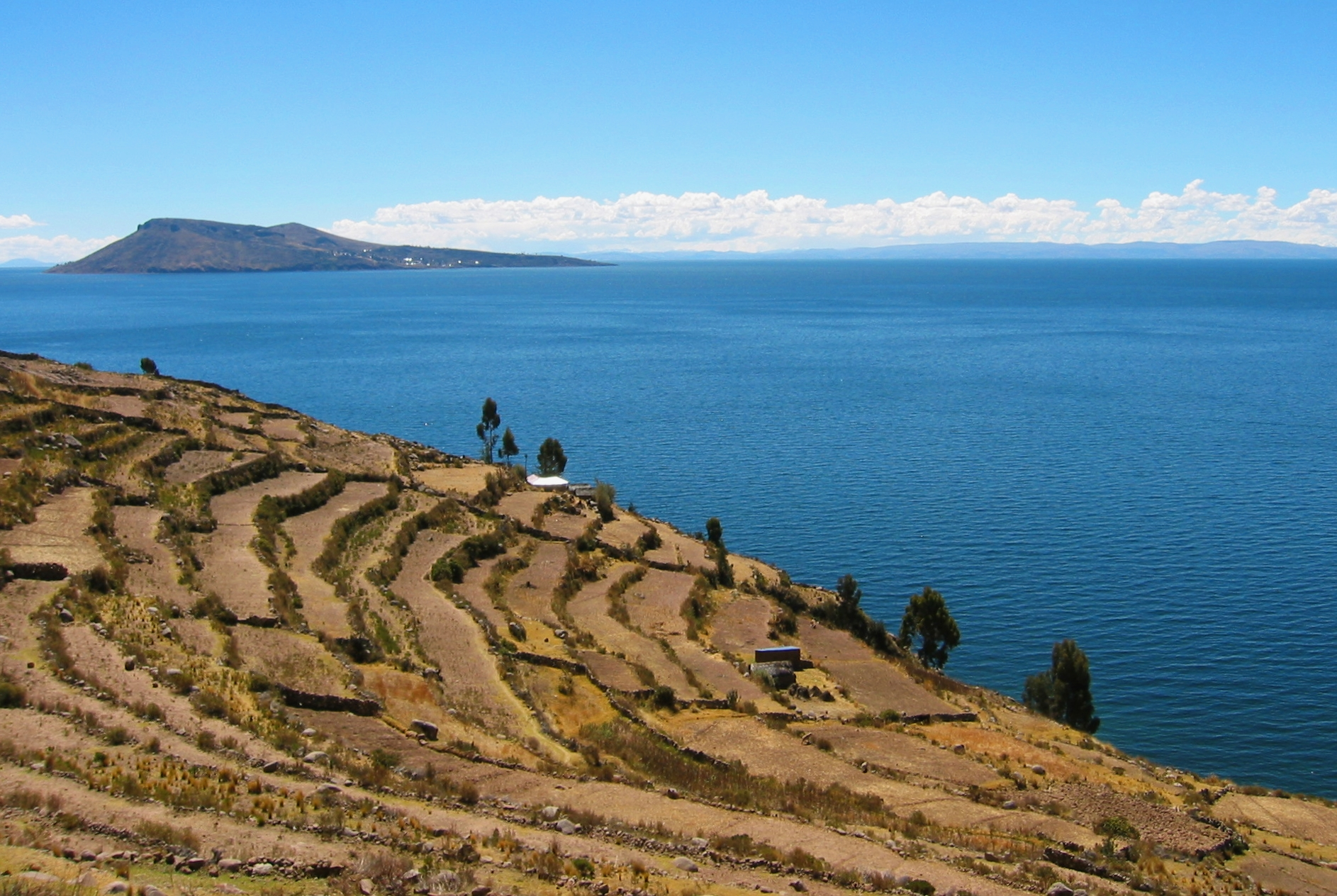
تراسات زراعية من زمن الإنكا كانت تستخدم لزراعة البطاطس بالإضافة إلى زراعة القمح الذي جاء من أوروبا.

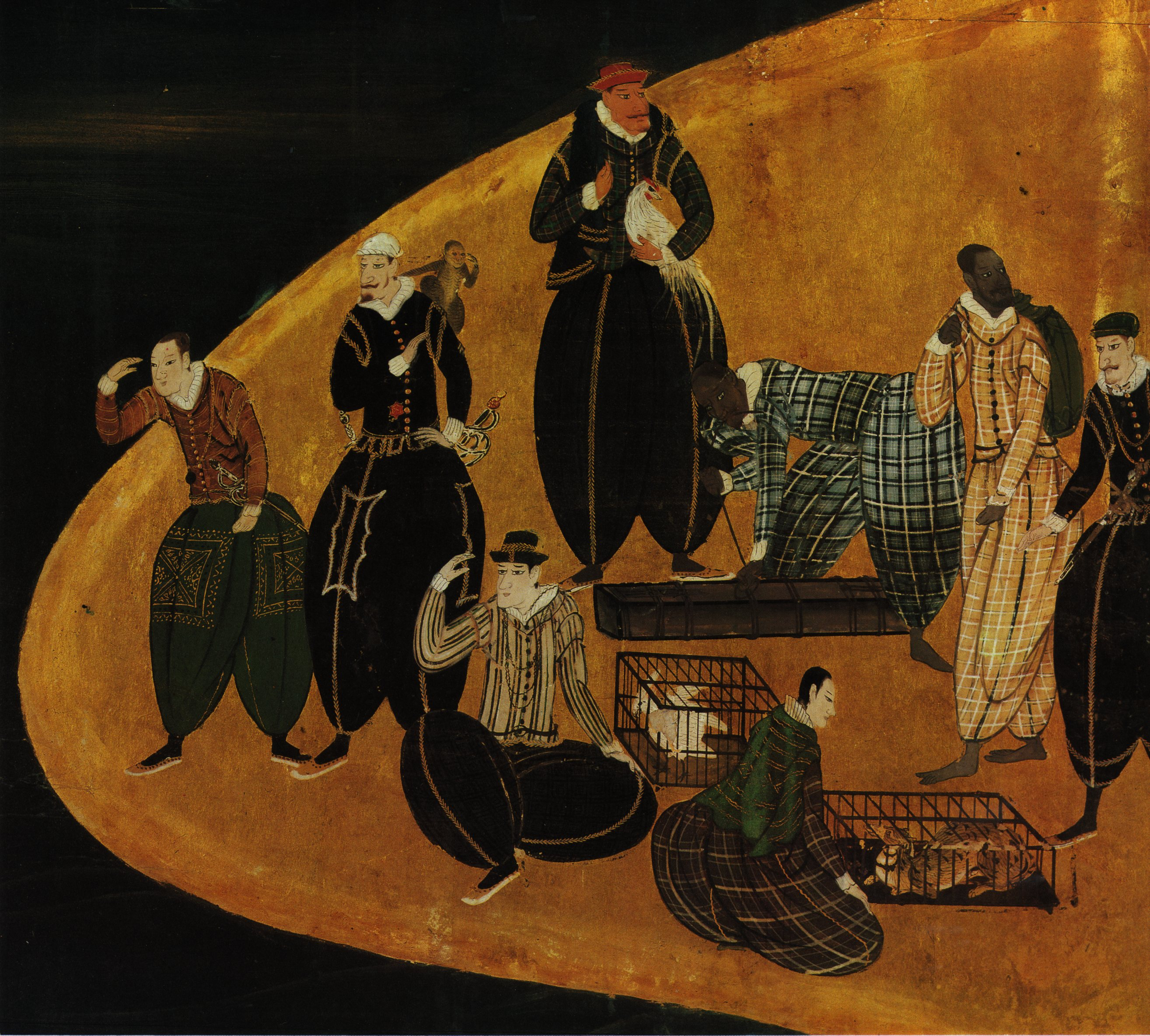
تجار برتغاليون يعرضون ما جلبوه من أصناف الحيوان في اليابان (1570–1616)

انتشرت الكثير من النباتات الأصلية من أمريكا حول العالم، بما في ذلك البطاطا والذرة والطماطم والتبغ.
قبل عام 1500، لم تُزرع البطاطا خارج أمريكا الجنوبية، وبحلول القرن العشرين وُجدت البطاطا تقريبًا في كل وعاء طبخ في أوروبا، وغزت الهند وأمريكا الشمالية، وأصبحت في النهاية عنصرًا أساسيًا هامًا في النظام الغذائي في معظم أوروبا، مساهمة في نحو %25 من النمو السكاني في أوراسيا الأفريقية بين عامي 1700 و1900. شجع العديد من حكام أوروبا على زراعة البطاطا، ومنهم ملك بروسيا فريدرش العظيم وإمبراطورة روسيا كاترين الثانية.
حلّت الذرة والكاسافا (المنيهوت) التي أدخلها البرتغاليون من أمريكا الجنوبية في القرن السادس عشر، محل السورغم والدخن لتصبح أهم المحاصيل الزراعية في إفريقيا.
قدّم المستعمرون الإسبان محاصيل زراعية أساسية جديدة إلى آسيا من الأمريكيتين ومنها الذرة والبطاطا الحلوة، وبالتالي أسهموا في النمو السكاني في آسيا. على نطاق أوسع، أدى وصول البطاطا والذرة إلى العالم القديم إلى «تحسنات في القيمة الغذائية والسعرات الحرارية مقارنةً بالمحاصيل الموجودة سابقًا» في جميع أنحاء الأراضي الأوراسية، إذ أوجدت هذه المحاصيل نِتاجًا غذائيًا أكثر تنوعًا ووفرةً.
الطماطم، التي جاءت إلى أوروبا من العالم الجديد عبر إسبانيا، نالت قيمتها بدايةً في إيطاليا كنبات زينة لقيمتها الجمالية، ولكن ابتداءً من القرن التاسع عشر أصبحت صلصات الطماطم عنصرًا معتادًا في مطبخ نابولي أولًا ثم في المطبخ الإيطالي بشكل عام.
أصبحت كل من القهوة التي أدخلت إلى الأمريكيتين في عام 1720 بعدما جلبت من أفريقيا والشرق الأوسط، وقصب السكر الذي جيء به من شبه القارة الهندية وأدخل إلى جزر الهند الغربية الإسبانية المحصولين الزراعيين الأساسيين الذين صُدّرا من مزارع أمريكا اللاتينية الواسعة. كما أصبح كل من الفلفل الحار والبطاطا (اللذان أُدخلا إلى الهند عن طريق البرتغاليين) القادِمين من أمريكا الجنوبية جزءًا لا يتجزّأ من المطبخ الهندي.

#### الأرز
كان الأرز محصولًا آخر أصبح يُزرع على نطاق واسع في أثناء التبادل الكولمبي، وازدادت المعرفة بكيفية زراعته مع نمو الطلب عليه في العالم الجديد. كان النوعان الرئيسيان المستخدمان في الزراعة هما الأرز الأفريقي (مصدره غرب أفريقيا) والأرز الآسيوي (أوريزا ساتيفا، القادم من جنوب شرق آسيا). اعتمد مٌلّاك العبيد على مهارات العبيد الأفارقة في زيادة زراعة كلا النوعين. كانت كارولاينا الشمالية والجنوبية أماكن رئيسية لزراعة الأرز أثناء تجارة العبيد، وكانت جزر البحر الكاريبي أيضًا مثل بورتوريكو وكوبا مراكز كبيرة للإنتاج تساويها أهميةً. أدخل العبيد الإفريقيون معرفتهم بتنظيم المياه والطحن والتذرية بالرياح (طريقة زراعية لفصل الحبوب عن القش) وغيرها من الممارسات الزراعية العامة إلى الحقول، وأدت هذه المعرفة واسعة الانتشار بين العبيد الإفريقيين إلى أن يصبح الأرز في النهاية مادة غذائية أساسية في العالم الجديد.

#### الفواكه
جُلبت الحمضيات والعنب إلى الأمريكيتين من البحر الأبيض المتوسط، وقد كافحت هذه المحاصيل للتكيف مع المناخ في العالم الجديد، وسرعان ما أصبحت تنمو بثبات أكبر في أواخر القرن العشرين.
أدخل البحارة البرتغاليين الذين جلبوا الفواكه من غرب أفريقيا الموز إلى الأمريكيتين خلال استعبادهم للأفارقة في القرن السادس عشر، واستُهلك الموز بكميات قليلة في ثمانينيات القرن التاسع عشر. لم تشهد الولايات المتحدة ارتفاعات كبيرًا في استهلاك الموز إلى أن توسعت مزارع الموز في منطقة البحر الكاريبي.

#### الطماطم
استغرق قبول الطماطم على نطاق واسع ثلاثة قرون من تاريخ إدخالها إلى أوروبا. يُعدّ كل من التبغ والبطاطا والفلفل الحار والتوماتيلو والطماطم أفرادًا من الفصيلة الباذنجانية، وتتشابه هذه النباتات قليلًا مع المَغد الأوروبي، ويظهر هذا الشبه واضحًا حتى لغير المختصين بملاحظة بسيطة لأزهاره وثمارها. وعلى غرار بعض أصناف المَغد الأوروبي، يُمكن أن تكون الطماطم والبطاطا ضارة أو حتى قاتلة إذا استهلِك الجزء الخاطئ من النبات بكمية غير مناسبة. من بين كل نباتات العالم الجديد التي أُدخِلت إلى إيطاليا، استغرق قبول البطاطا المدة نفسها التي استغرقتها ثمار الطماطم ليتقبلها السكان. امتلك لأطباء القرن السادس عشر نتيجة ذلك سببًا وجيهًا للقلق من كون هذه الفاكهة المكسيكية الأصل سامة وسبب للدعابات السَوداوية.
في عام 1544، اقترح بيترو أندريا ماتيولي، وهو طبيب توسكانيّ وعالِم نبات، أن الطماطم قد تكون صالحة للأكل، لكن لم يُسجل تناولها من قِبل أي شخص في ذلك الوقت. في 31 أكتوبر 1548، مُنحت الطماطم اسمها الأول في كل مكان في أوروبا، عندما كتب أحد مشرفي الخدمات في منزل دوق فلورنسا كوزيمو الأول دي ميديشي إلى سكرتير آل دي ميديشي الخاص بأن سلة pomi d'oro «وصلت بأمان». استخدِمت تسمية pomi d'oro في ذلك الوقت للإشارة إلى التين والحمضيات والبطيخ في إطروحات من قِبل العلماء. (pomi d'oro هو اسم قديم مهجور لكلمة طماطم باللغة الإيطالية التي تعني التفاح الذهبي، ربما لأن أول طماطم وصلت إلى إيطاليا كانت باللون الأصفر)
في السنوات الأولى، زُرعت الطماطم في إيطاليا بشكل رئيسي كنباتات زينة. إحدى الأمثلة على ذلك أن الأرستقراطي الفلورنسي جيوفان فيتوريو سوديريني كتب أن هذه النباتات «كانت مرغوبةً لجمالها فقط» وكانت تُزرع فقط في الحدائق أو مشاتل الأزهار.

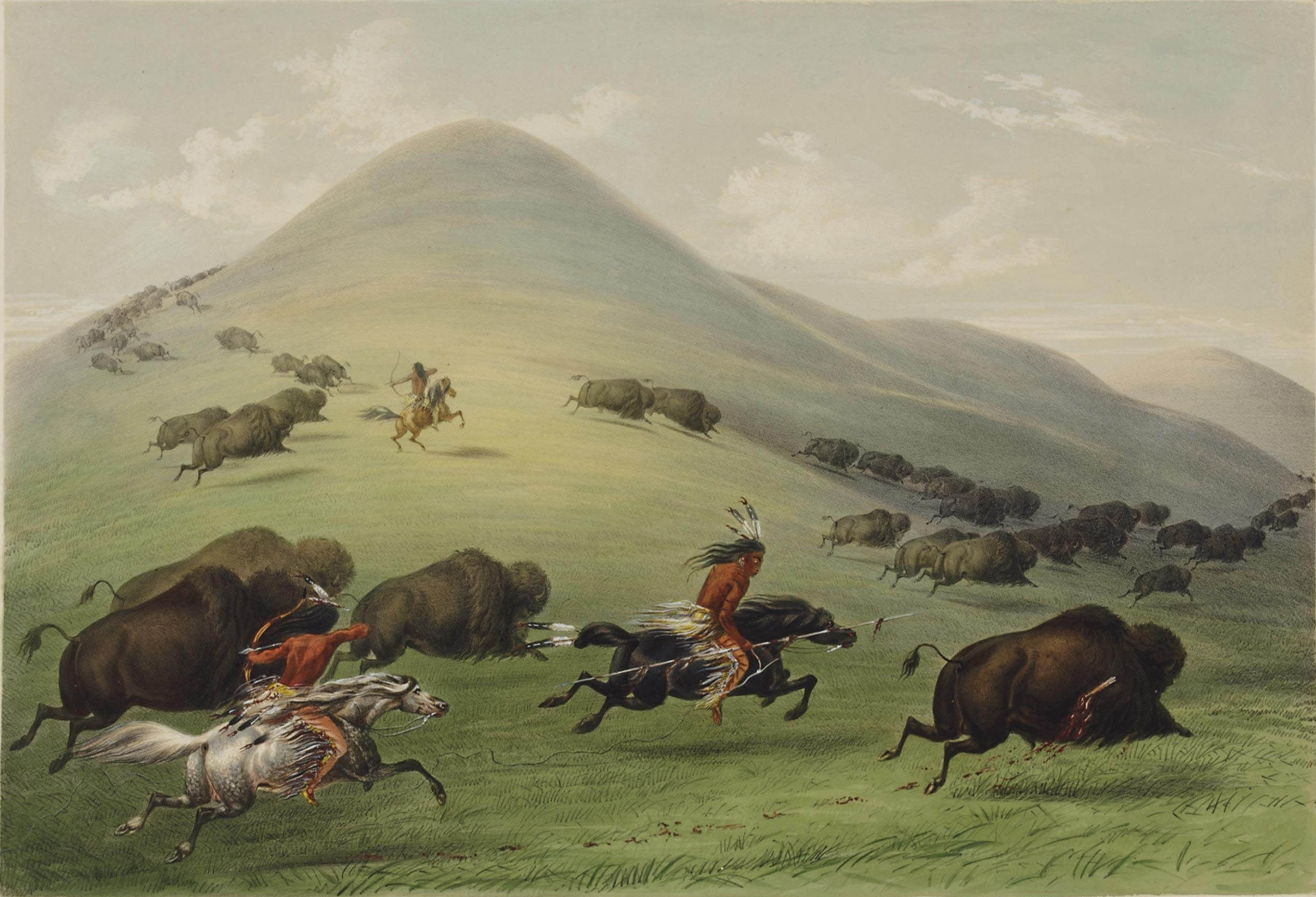
تعلم الأمريكيون الأصليون استخدام الخيول لمطاردة البيسون، مما أدى إلى توسيع نطاق صيدهم بشكل كبير.

### الثروة الحيوانية
في البداية، كان التبادل الكولومبي للحيوانات يذهب إلى حد كبير في اتجاه واحد، من أوروبا إلى العالم الجديد، حيث قامت المناطق الأوراسية بتدجين عدد أكبر بكثير من الحيوانات. تبنى السكان الأصليون بسرعة الخيول والحمير والبغال والخنازير والأبقار والأغنام والماعز والدجاج والكلاب الكبيرة والقطط والنحل للنقل والغذاء وغيرها من الاستخدامات.

## أمثلة
| نوع الكائن الحي     | العالم القديم إلى العالم الجديد | العالم الجديد إلى العالم القديم |
| ------------------- | --- | --- |
| الحيوانات المستأنسة | - قط (المحلية - الأنواع البرية كانت موجودة بالفعل) - بقرة - دجاج - حمار - ماعز - نحل العسل الغربي (نحل العسل الأوروبي - الأنواع البرية الأخرى والمدجنة كانت موجودة بالفعل) - حصان - أرنب محلي - خنزير - خروف (المحلي) - جاموس الماء | - ألبكة - كابياء خنزيرية - لاما - بطة موسكوفية - دجاج رومي |
| النباتات المزروعة   | - لوز - تفاح - هليون - موز (بما فيهاموز الجنة) - شعير - ريحان - شمندر أحمر - معضوضة كرمية الأوراق - براسيكا زيتية - قنبيط أخضر - كرنب بروكسل - ملفوف - قرنبيط - كرنب أجعد - شمام - جزر - كرفس - حمص شائع - حمضيات (برتقال، ليمون) - قهوة - كزبرة - خيار - كمون - باذنجان - شمرة شائعة - تين شائع - كتان - ثوم - زنجبيل - قنب (بما فيها القنب هندي) - كراث - عدس - خس - منجا - دخن - شوفان - زيت النخيل - بامية - زيتون - بصل - أفيون - مردقوش شائع - بازلاء - دراق - إجاص (جنس) - فستق - رمان - فجل - أرز - شيلم مزروع - سمسم - سورغم - فول الصويا - سبانخ - قصب السكر وشمندر سكري - كركم - لفت - البطيخ - قمح - يام (نبات) (وأحيانا يطلق عليها اسم "البطاطا الحلوة") | - باهرة - فلفل إفرنجي - قطيفة (نبات) - أروروت - أفوكادو - فلفل حلو - كاجو - فلفل حار - كاكاو - فاصولياء شائعة - قطن - عنبية حادة الخباء - قرصعنة كريهة الرائحة - القشطة الهندي - فيجوة شائعة - دوار الشمس الدرني - هيكاما - ذرة (نبات) - بفرة - ببايا - فاكهة زهرة الآلام - فول سوداني - بقان - أناناس - فاكهة التنين - بطاطس - صبير التين الهندي - قرع - كينوا - سبوتة مألوفة - قشطة شائكة - قرع (جنس) - فراولة - سفرجل هندي - دوار الشمس (جنس) - بطاطا حلوة - تبغ شائع - طماطم - فانيليا - بهشية براغوانية - يكة - كوسى |
| أمراض معدية         | - طاعون دبلي - جدري الماء - كوليرا - خناق - إنفلونزا - جذام - ملاريا - حصبة - حمى قرمزية - جدري - حمى التيفوئيد - حمى نمشية - سعال ديكي - داء عليقي - حمى صفراء | - بجل - داء شاغاس - زهري مستوطن - زهري (مرض) |